# Качесово
Каче́сово (рос. Качесово) — присілок у складі Шадрінського району Курганської області, Росія. Входить до складу Чистопрудненської сільської ради.
Населення — 207 осіб (2010, 247 у 2002).
Національний склад станом на 2002 рік: росіяни — 96 %.